# Landskap (Schweden)

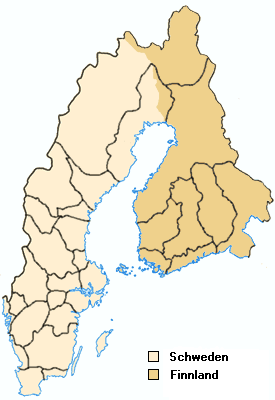
Die historischen Landschaften Schwedens. Dunkel eingefärbt Finnland in den Grenzen des russischen Großfürstentums 1812–1917

Landskap ist die schwedische Bezeichnung für eine historische Provinz in Schweden und dem heutigen Finnland, auch übersetzt mit „Landschaft“. Diese Einteilung wurde 1634 durch die Einteilung in län ersetzt.
Im Mittelalter waren die historischen Provinzen selbständige Rechtsgebiete mit eigenen Gesetzen (landskapslag) und politischen und administrativen Aufgaben. Durch die Schaffung eines Lehnswesens Ende des 13. Jahrhunderts verloren die historischen Provinzen ihre politischen und administrativen Funktionen und mit der Einführung eines im ganzen Reich geltenden Landrechts in der Mitte des 14. Jahrhunderts nach und nach auch ihre Selbständigkeit als Rechtsgebiete. 
Obwohl die historischen Provinzen seit dem 14. Jahrhundert keine politische Bedeutung mehr haben und von den Lehen (schwed. län) abgelöst wurden, haben sie nach wie vor eine große Bedeutung im täglichen Sprachgebrauch. Viele Schweden identifizieren sich noch heute stark mit ihrer „Landschaft“. Bis heute sind die Dialekte der schwedischen Sprache, Trachten und Brauchtum an die einzelnen Landschaften gebunden. Auch in der Tourismuswerbung kommen die Landschaftsbezeichnungen zur Anwendung. Ebenso richten sich viele andere Einteilungen (Telefonbuchregionen, regionale Zeitungen usw.) nach den Landschaften.

## Die historischen Provinzen Schwedens und Finnlands

Schwedens historische Provinzen

Die historischen schwedischen Provinzen waren/sind den drei, bis 1809 vier Landesteilen, schwedisch landsdelar, zugeordnet:

### Götaland
- Blekinge, gehörte vor 1658 zu Dänemark
- Bohuslän, gehörte vor 1658 zu Norwegen
- Dalsland
- Gotland, gehörte vor 1645 zu Dänemark
- Halland, gehörte vor 1645/1658 zu Dänemark
- Öland
- Östergötland
- Schonen (schwedisch Skåne), gehörte vor 1658 zu Dänemark
- Småland
- Västergötland

### Svealand
- Dalarna
- Närke
- Södermanland
- Uppland
- Värmland (Götaland bis 1815)
- Västmanland

### Norrland
- Ångermanland
- Gästrikland
- Hälsingland
- Härjedalen, gehörte vor 1645 zu Norwegen
- Jämtland, gehörte vor 1645 zu Norwegen
- Lappland
- Medelpad
- Norrbotten (wurde bis ins 20. Jahrhundert zu Västerbotten gerechnet)
- Västerbotten

### Finnland
Bis 1809 gehörte das heutige Finnland als viertes Reichsland (Österland) zu Schweden und war ebenfalls in landskap aufgeteilt. Diese waren:

- Egentliga Finland (finn. Varsinais-Suomi)
- Ingermanland (finn. Inkeri, russ. Izjorskaja zemlja) russisch seit 1721.
- Karelien (schwed. Karelen, finn. Karjala, russ. Карелия bzw. transkribiert Karelija) gehörte von 1721 bis 1811 zu Russland, der östliche Teil wieder russisch seit 1940.
- Nyland (finn. Uusimaa)
- Satakunda (finn. Satakunta)
- Savolax (finn. Savo)
- Tavastland (finn. Häme)

Svealand – bis zum Jahr 1809
- Åland (finn. Ahvenanmaa)

Norrland – bis zum Jahr 1809
- Lappland (finn. Lappi) gehörte verwaltungstechnisch bis zum Jahr 1809 zu Norrland.
- Österbotten (finn. Pohjanmaa) gehörte verwaltungstechnisch bis zum Jahr 1809 zu Norrland.